# 信越本線熊ノ平駅列車脱線事故
信越本線熊ノ平駅列車脱線事故（しんえつほんせんくまのたいらえきれっしゃだっせんじこ）は、1918年（大正7年）3月7日に鉄道院信越本線の熊ノ平駅（群馬県碓氷郡松井田町、現在の安中市）構内で発生した列車脱線事故である。
車両不具合により本線上に停車中であった貨物列車が碓氷峠の66.7‰の急勾配を逆走し、熊ノ平駅の側線に突入後脱線大破したもので、列車乗務員および熊ノ平駅駅員の2名が即死、重傷を負った乗務員2名がのちに死亡、他の乗務員4名も重軽傷を負う惨事となった。

## 碓氷峠の概要
信越本線の横川 - 軽井沢間は碓氷峠を越えるため最急勾配66.7‰の区間が存在する山岳区間であり、勾配対策として通常の鉄道路線における粘着式（車輪踏面と軌条との間に生じる粘着力のみに依存する方式）ではなく、アプト式ラックレール（歯軌条）を使用したラック式鉄道路線として開業した。ラックレール区間を走行する機関車には軌条用車輪のほか、ラックレールと噛み合う歯車を備えた専用車両が用意され、1912年（明治45年）の同区間電化完成と同時に導入された10000形電気機関車はラック式歯車のほか、下り急勾配区間の走行対策として抑速発電ブレーキを装備した。

## 事故の経緯
1918年（大正7年）3月7日、下り貨物第191列車（10000形重連、貨車10両・有蓋緩急車1両、換算12.8両）は、熊ノ平駅を定刻より25分遅れの4時33分に軽井沢方面へ向かって発車した。10000形は重連総括制御機能を備えておらず、編成先頭ではなく編成中間の補助機関車（補機）・2両目ではなく最後尾の本務機関車（本務機）とも、機関手および機関助手が1名ずつ、機関車1両あたり2名乗務していた。また、有蓋緩急車（ピブ1形貨車）には制動手が1名、その他車掌が2名乗車し、貨物第191列車には計7名の乗員が乗車していた。
熊ノ平駅を発車して間もなく、碓氷峠第20号隧道付近において本務機機関手は機関車（10000形10004号機）に搭載される主電動機より異臭を感じ、さらに同第21号隧道内において、異音とともに火花を伴う発煙が生じていた。本務機機関手は速度制御を行う主幹制御器のノッチを力行10段目から同8段目へ戻し、主電動機に流れる電流量を減少させたが、火花と発煙は収まらなかったことから、機関助手に命じて機関車搭載のラック歯車に作用する手用帯ブレーキ（バンドブレーキ）を緊締させ、自身もノッチをオフにするとともに常用ブレーキである真空ブレーキを操作し、さらに車輪に作用する手ブレーキを緊締した。このため、4時48分に列車は第21号隧道西口付近で緊急停止した。
本務機機関手が本務機を点検した結果、機関車に2基搭載される主電動機のうち、ラック歯車駆動用電動機の継ぎ手（ギヤカップリング）に故障が発生していることを確認した。しかし、他に異常は確認されなかったことに加えて、列車重量が比較的軽量であったことなどを勘案し、本務機機関手は粘着運転による運行継続を決断し、点検のため本務機を訪れていた補助機機関助手へ、粘着運転による運行を実施する旨、補助機機関手への伝達を依頼した。
補助機機関助手が補助機（10000形10009号機）へ乗車したのち、本務機機関手は補助機に向かって大声で発車を促したが、補助機側から何ら反応はなく、直後突然列車は退行（逆走）を開始した。退行速度は間もなく通常時における運転最高速度 (18 km/h) の約1.8倍に相当する32 km/h以上に達し、本務機側においては手用帯ブレーキおよび手ブレーキを緊締して列車停止に務め、補助機側においても手用帯ブレーキおよび手ブレーキの緊締のほか、主幹制御器の操作による発電ブレーキを動作させたものの、動作時の速度が過大であったため主電動機の回転子部分が遠心力で物理的に破損し同ブレーキは使用不能となった。

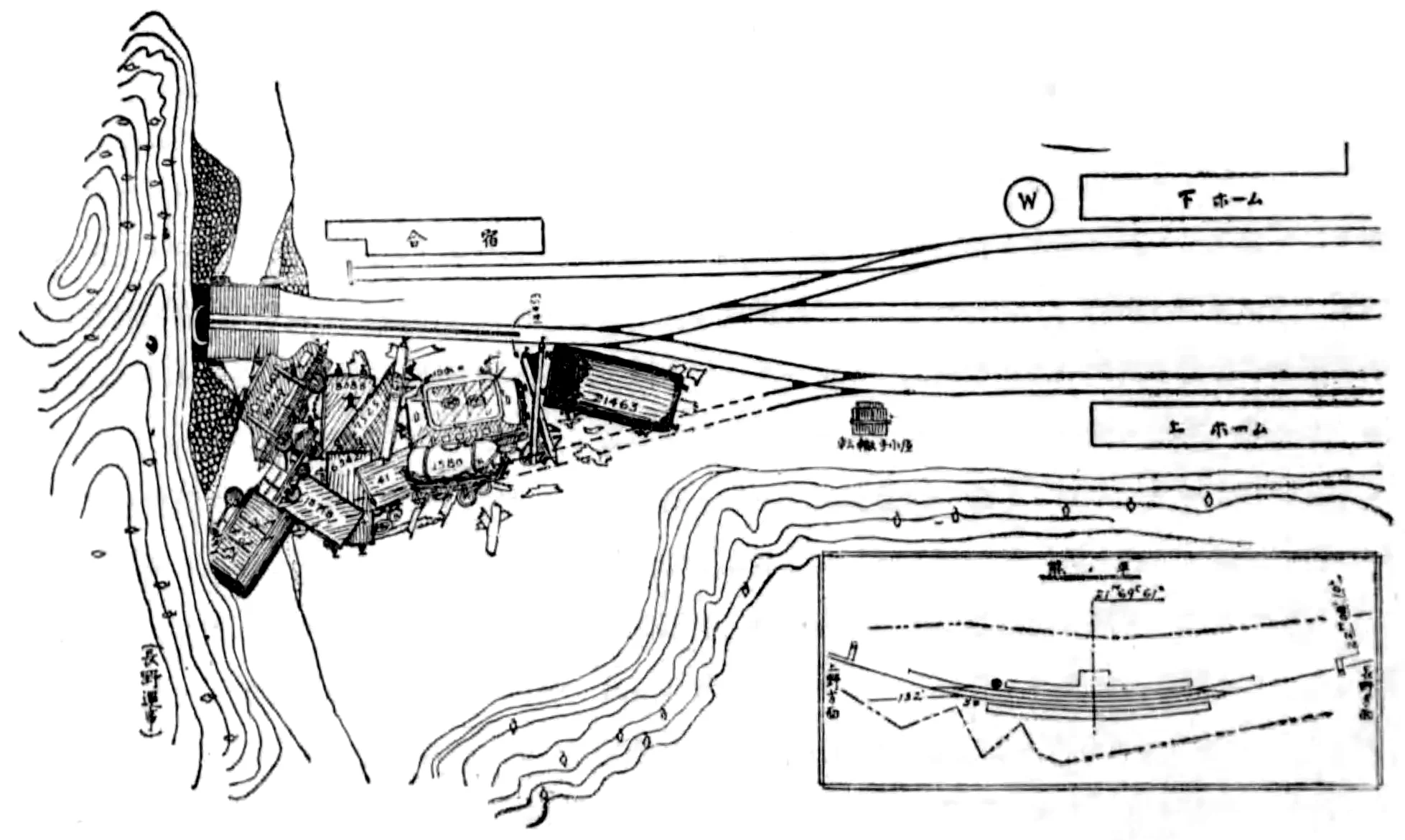
熊ノ平駅 事故現場図

事実上人力による手ブレーキ以外の減速手段を失った同列車は66.7‰の下り勾配上でさらに速度を増し、第12号隧道東口付近において編成中間部の貨車2両が脱線、4時57分に熊ノ平駅の側線に突入し、車止めを突破して背後の岩壁に激突した。木造車体の貨車は原形を留めぬほど破砕し、全鋼製車体の機関車2両も脱線大破した。
この事故により、有蓋緩急車に乗務した乗務員1名、および地上側にいた熊ノ平駅の転轍機操作係1名の計2名が即死し、補機機関手および後部車掌の計2名が重傷後死亡、本務機機関手ほか計4名も重軽傷を負った。

## 事故原因
列車退行の要因となった補機の事故直前における状態については、補機機関手が死亡したため、詳細は不明である。ただし、逆行が補機機関手の意思によって行われたものではないことは、通常勾配区間における逆行（退行）運転に際して取られる手段を全く講じておらず、また生存した補機機関助士の証言によれば、逆行直前に補機機関手は主幹制御器を力行3段目へ投入していたことからも明らかであるとされる。起動のため主幹制御器を操作すると同時にブレーキを緩解したものの、何らかの原因によって主電動機に電流が流れず、主幹制御器のノッチをさらに進段させたが反応はなく、逆行速度が増すのみであったことから各種手ブレーキと併用して発電ブレーキを操作したが、主電動機の内部破損により同ブレーキが使用不能となったばかりか、破損した電機子が主電動機の回転を阻害した結果、主電動機と連動する歯車が回転しなくなり、機関車側歯車および歯車と噛み合うラックレールの双方を破壊して事実上のノーブレーキ状態に陥ったものと推定された。
一方、本務機機関手および緩急車乗務員においては、列車の停止位置が66.7 ‰の上り勾配上であったことから、列車の退行を出発に際してブレーキを緩解した際に生じる一時的なものと判断し、前進の準備として本務機・緩急車ともブレーキを緩解したことが明らかとなった。異常を察知したのち再びブレーキを扱ったものの急勾配上を猛スピードで退行する列車においては何ら効力をもたらさず、衝突に至ったものであった。また、列車の緊急停止の要因となった本務機の主電動機故障については、主電動機側歯車（小歯車）ケースの一部が磨耗により破損し、部品が固定されずに歯車へ接触して発生したものと断定された。
その他、本務機・補助機双方の機関車とも、主電動機からの潤滑油漏れにより手用帯ブレーキの周辺が汚損していたため、手用帯ブレーキの効きが著しく低下した状態であったことも明らかとなっている。